# الجرتق
الجَرْتِقْ (نقِكِريه في المناطق النوبية) لفظة تطلق على مجموعة من الطقوس التي تُمارس في مراسم الزواج وبصورة اقل في ختان الصبيان. 

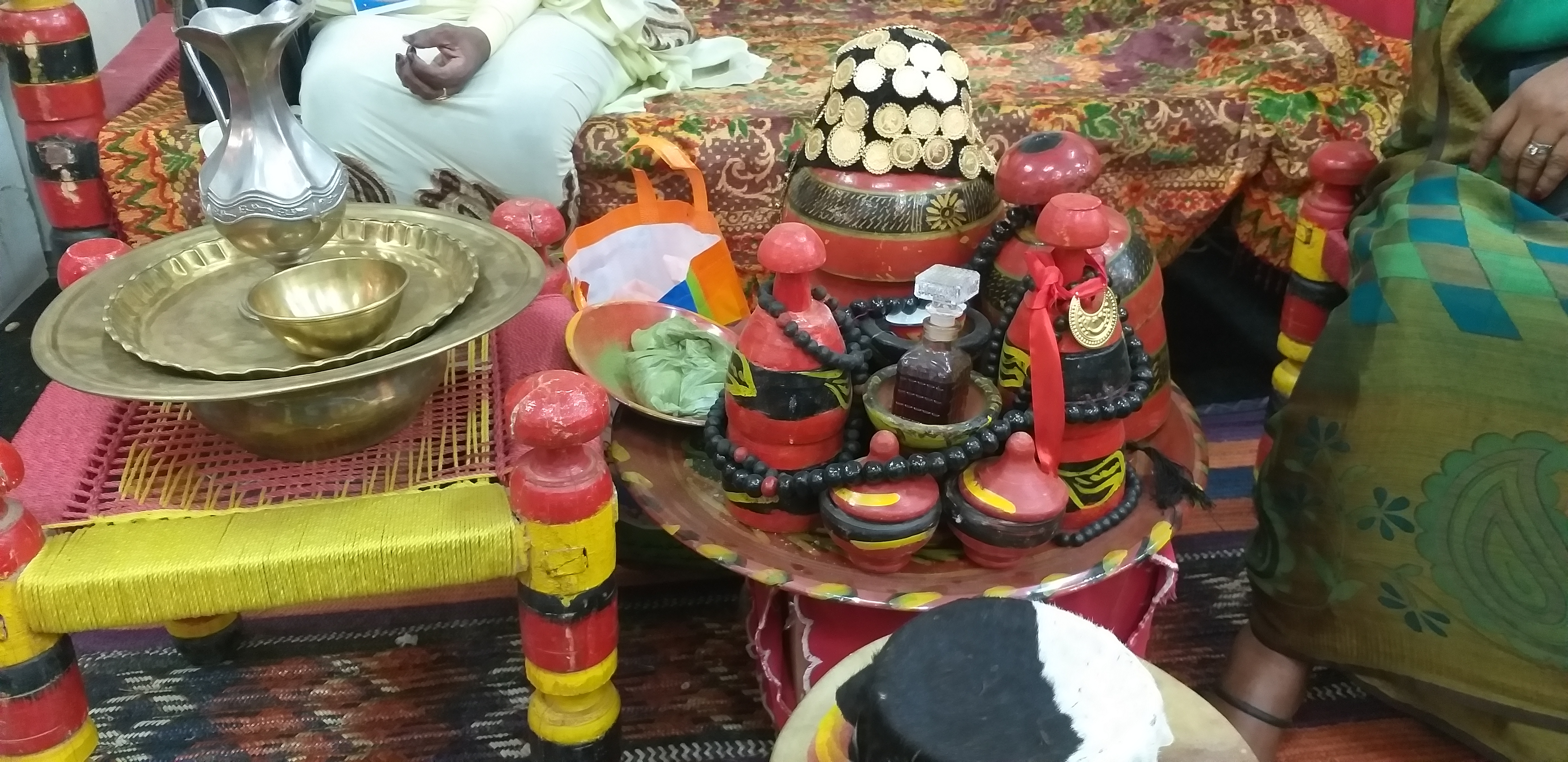
اضافة صورة

وهذه الطقوس ليست عربية قطعاً حيث أنها لم ترد في المصادر التي تشير إلي ممارسات طقوس الزواج عند العرب. فهي لا تمارس في مصر أو في الجزيرة العربية أو في دول المغرب العربي وأيضاً ليست هناك إشارة إلى أنها تمارس في المحيط الأفريقي المجاور وبذلك يكون الجَرْتِقْ عادة أو طقس سوداني نوبي الاصل يكاد ينحصر في المنطقة الوسطى من نهر النيل والتي تعتبر قلب الممالك السودانية النوبية القديمة في مروي وسوبا.
هذه العادة تكاد أن تنحصر في المنطقة وسط وشمال السودان النيلي ونجدها عند المناطق النوبية في جزئها المتعلق بطقوس الحماية والخصوبة ونجدها عند الجعليين والرباطاب والميرفاب والمناصير والشايقية.
يرتبط المجتمع السوداني بالريف وعاداته وتقاليده، ومن تلك العادات، عادة «الجرتق» التي بدأت في وسط السودان وشمالها ، وأصبحت من أهم عادات الزواج بعد أن زحفت في هدوء نحو العاصمة الخرطوم. وهي عادة ذات خصوصية لكونها تقتصر على أهل العروس والعريسالمقربين فحسب. وحتى الآن، لا توجد مناسبة عرس تخلو من «الجرتق»، بل هناك أشخاص يستغنون عن الزفاف ويقيمون «الجرتق» فقط.

## طرق الجرتق
تتم طقوس الجرتق في العادة بعد الزفاف الحديث ، ترتدي العروس الزي التقليدي  السوداني والعريس كذلك، يقام حفل بالاغاني الشعبية كتقليد ويغلب علي الديكور اللون الأحمر  وسعف النخيل، يرتدي العريس جلابية والتي تُسمّى «السُرتي» بيضاء تتخللها نقوش حمراء.فتدخل العروس وهي تغطي وجهها بالـ «القرمصيص»، وهي قطعة قماش ذات ألوان زاهية.
ومن أكثر الطقوس لفتاً للأنظار رشّ اللبن، ويعتبر طقساً أساسياً بعد وضع «الضريرة»، وهي «ريحة جافة»، تُصنع بواسطة المحلب المسحون تُمسح على رأسي العريس والعروس. ويرشف العريس جزءاً بسيطاً من اللبن الموجود في إناء على الطاولة، ويرشه على العروس التي تقوم بإخفاء وجهها، ثم تفعل هي الأمر ذاته، ومن يصيب الآخر باللبن في وجهه، فهو الفائز، لترتفع الزغاريد تحية له.

## العرس السوداني

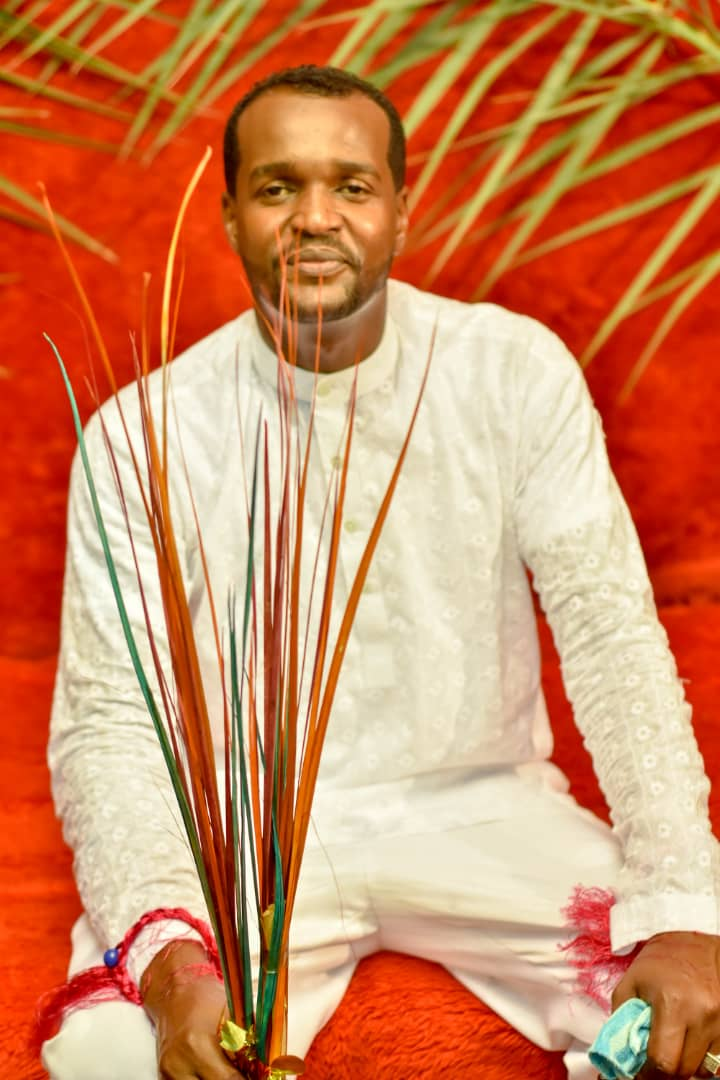
عريس سوداني

الجَرْتِقْ أحد أهم الطقوس التي تمارس في مراسم الزواج ،ويتضمن في داخله ثلاثة أنواع من الطقوس:
1. أولها خاص بالعريس ويتم في منزل العريس وقبل ذهابه ورهطه إلي مكان أهل العروس، وهذا الطقس عملية محاكاة لتنصيب الملوك بحسبان أن العريس في هذا اليوم يعتبر ملكاً متوجاً له كل مظاهر الملك وسلطانه في محيطه العائلي. وقد أشار بعض الدارسين إلي أن مظهر العريس بعد إتمام طقوس السود وفي رأسه الضريرة وعلى يده الحريرة، وعلى عنقه عقداً من الذهب والخرز وفي يده السيف، يشابه بصورة كبيرة تلك التصاوير للملك المروي المرسومة في معبد الشمس وفي المصورات الصفراء وفي النقعة.[3]

## أدوات الجَرْتِقْ
1. عنقريب الجَرْتِقْ

منذ مملكة كرمه كانت هناك أهمية للعنقريب في الطقوس الجنائزية، وقد وُجد العنقريب في مدافن تلك المملكة، وقد يكون أحد طقوس التنصيب أيضاً.
ومما ورد عن فترة الفونج عن أول ملوكهم صنع لهم عنقريباً من سرطان ولزوجته كذلك وحملوه حتى نزلوا بهم جبل موية. ولما صار الملك صار لهم عنقريب السرطان عادة.
وفي هذا الإرث التاريخي أصبح هناك عنقريب يسمى عنقريب الجَرْتِقْ، تتوارثه بعض الأسر ذات التاريخ العريق في الحكم أوالأسر الدينية، كناية عن العزة والأصالة. وقد أصبح مؤخراً يتم صنعه بمواصفات خاصة تتبادله الأسر في المناسبات، ويوضع هذا العنقريب في مركز الاحتفال ويوضع فوقه برش خاص (عتنيبه) أحمر اللون تم نسجه لهذه المناسبة وفي الآونة الأخيرة أصبح تفرش عليه ملاءة أو بساط أحمر. ويصبح هذا العنقريب بمثابة العرش للعريس حيث تبدأ بعد ذلك طقوس التنصيب.
2. التاج والعصابة والريش
نلاحظ على رؤوس ملوك مروي تيجان تبدو للناظر إليها أنها عصابة تحيط بالرأس. ونجد أن هذه العصابة تحمل رموز الملك في شكل ثعبان الكوبرا، وهذه العصابة جاءت في وصف أحد نواب ملوك النوبة في الفترة المسيحية والذي وصف بأنه لابس العصابة.ايضا نجد أن الريش يظهر في جداريات مملكة مروي ومنها رأس شخص يضع عصابة وعليها ريشة. وقد عرف الريش منذ مملكة كرمة حيث وجد على رؤوس الكباش في المدافن. وما زال الريش من أهم الطقوس في تنصيب رث الشلك ويمثل المكون الرئيس لتاج الرث.ويطلق على العريس لقب «أب» ريش حيث أنه كان يلبس العصابة وفي مقدمتها ريشتان في الغالب من ريش النعام، وهي جزء أساسي من طقوس الجَرْتِقْ.

### 3. السلاسل والعقود
من أبرز ما يلفت نظرنا في نقوش وتصاوير ملوك مروي لبسهم على أعناقهم وصدورهم عدداً من العقود والسلاسل من ضمن رموز الملك وفي فترات تاريخية أخرى نجد الإشارة إلي نوع من السلاسل والعقود من ضمن رموز الحكم. وقد جاء عن العنج في أواخر الفترة المسيحية الإشارة لعقد الهيكلي الذي ورثه العبدلاب من ضمن ما ورثوه منهم من أدوات الملك «حيث استحوذ عبد الله جماع من العنج على تاج الملك المرصع بالجواهر وعقد الهيكلي المفصل بالدر والياقوت الذي ظل يتوارثه ملوك العبدلاب». وهناك إشارة إلي حكام المناطق النيلية الذين يطلق عليهم أسم «مطارق جعل» الذين حكموا المنطقة في فترة الفونج والذين من المرجح أنهم كانوا يلبسون هذا العقد «المطرق» كرمز من رموز الحكم. وفي فترة الفونج حكى أحد رجال الدين عن تنصيبه للولاية «أنهم ألبسوه عقد سوميت كنار». وهناك إشارات إلي أن حكام المجموعات والقبائل في وسط السودان كانوا يحلون أعناقهم بأنواع خاصة بهم من المرجان والكهرمان وكذلك السبح ومنها سبحة اليسر.
وفي محاكاة العريس للملوك نجد أن من ضمن أدوات الجَرْتِقْ هذا العقد فعند الرباطاب «تحضر النساء من أهل العريس عقد من السوميت يسمى كنار، ونجد عند المناصير رمزية هذا العقد. والمناصير في هذه الحالة لا يبتون في أي أمر حتى يصل الخال حيث يقوم بإنزال المطرق أو سلسلة الذهب على رقبة العريس» وهو إشعار بالتتويجو بدء المراسم الأخرى عندهم.

### 4. السوار
لبس السوار كرمز من رموز الحكم نجده عند ملوك مروي وقد ذكر في الفترة المسيحية عند وصف صاحب الجبل أحد نواب الملك لابس العصابة «والسوار الذهب». وفي فترة الفونج نجد ذكره عند أحد رجال الدين عند تنصيبه للولاية «البسوني سواراً من الذهب».
السوار للعريس قد جاء ذكره تقريباً عند كل المجموعات التي تمارس طقوس الجَرْتِقْ مثل الرباطاب والجعليين والمناصير والشايقية وهو من أهم رموز السلطة في جَرْتِقْ العريس.

### 5. السيف والسوط
السيف واحد من رموز السلطة والمُلك نجده في كل الفترات التاريخية منذ مملكة مروي وما بعدها من فترات تاريخية وظلت الأسر الحاكمة تتوارث بعض السيوف التي أصبحت مشهورة بأسمائها مثل النَمنم، والمَطَقْ، ولا بد للملوك والحكام وحتى زعماء الأسر الدينية من سيف يرمز لسلطتهم وعزتهم. ومثل السيف كان للسوط رمزيته ويبدو أن السوط والذي أشتهر بسوط العنج - الذين حكموا المنطقة في أواخر الفترة المسيحية - أصبح من أهم رموز السلطة يتمثلها العريس الذي ينهض في نهاية مراسم الجَرْتِقْ «وعلى كتفه سيف داخل غمده وفي يده سوط من جلد العيسيت . وسوط العنج يرد كثيراً كرمز للسلطة فقد ورد في الطبقات عن تنصيب أحد أقطاب الصوفية «جاءه ملوك الجان السبعة بالطاعة والانقياد وجابوا له ككر دهب وسوط عنج» وفي طقوس الجَرْتِقْ عند المناصير تظهر أهمية السوط كرمز للسلطة في عادة مَدْ السوط حيث يطوف العريس بالبيوت والسوط في يده ينقر به جدار البيت ويقول «مدينا السوط» حيث تعطى له الهدية المناسبة.

### لبس العريس
يشير الموروث بأن مسألة اللبس كانت تحدد المركز الاجتماعي للفرد وتعتبر من شارات التمايز بين النبلاء والعامة. وفي فترة الفونج ترد الإشارة إلي أن العامة كانوا ممنوعين من بعض الألبسة مثل الطاقية على الرأس، والألبسة المخيطة ويعاقب مرتكبها بالغرامة. وهناك أنواع من اللباس خاصة بالملوك ومنها لبس الحرير.وتشبه العريس بالملك يظهر في لبسه لثوب السرتي، وقرن العلج من الثياب المخصصة للملوك وارتداء العريس لهذه الملابس يرمز إلي أن العريس من العظماء والملوك الذين يتميزون بالحق في ارتداء الملابس الفاخرة.
السيَرة:
كان ملوك مروي عند التنصيب يقومون بمسيرة طويلة إلي أماكن المعابد في جبل البركل المقدس ويطوفون على بعض المعابد الأخرى الهامة كجزء أساسي في مراسم التتويج وقد ذكرت مثل هذه المسيرة عند ملوك الفونج حيث يحملون السلطان الجديد على عنقريب ويسيرون به مسافة طويلة إلي مكان فيه عوائد لهم يتفاءلون بها.

## طقوس الجَرْتِقْ
طقوس الحماية:
من ضمن موروثات المجتمعات السودانية في فتراتها الحضارية السابقة الاعتقاد في وجود عالم آخر خفي من الكائنات والأرواح التي تشارك الإنسان حياته وتؤثر فيها خيراً وشراً. ويتم التعامل مع هذا العالم الغيبي عن طريق طقوس وإجراءات تدرأ شره وتجلب خيره.
ويعتبر العريس والعروس في هذه الفترة من فترات دورة الحياة في حالة خاصة من الضعف أمام قوى الشر التي تتربص بالبشر، ولذلك يجب إجراء كل طقوس الحماية الممكنة لإبعاد الشر وجلب الخير للعروسين، ويمكن أن نعتبر تشبيه العريس بالملك الذي يأخذ حيزاً كبيراً من طقوس الجَرْتِقْ – هو واحد من طقوس الحماية حيث أن الملوك السودانيين يعتبرون أشخاصاً مقدسين يحظون برعاية وحماية الآلهة لذلك يؤمل أن تنسحب هذه الحماية التي يجدها الملك على العريس الذي يتشبه به[22]. وفي الفترة المسيحية والإسلامية استعيض عن حماية الآلهة بحماية الملائكة التي نجدها في تصاوير الملوك في الفترة المسيحية. ومن ضمن طقوس الحماية السيرة التي يقوم بها العريس إلي ضرائح الأولياء في المنطقة طلباً للتبرك والحماية وكذلك زيارة النيل حيث يتطهر العريس بالغطس في النيل سبعة مرات لإرضاء أرواح النهر وكائناته الخيرة والشريرة.
ومن الطقوس التي يخضع لها العريس هي حبسه في مكان وحيز ضيق في الأسبوع الأول وعدم تعرضه للشمس والحذر من الخروج في أوقات محددة عند طلوع الشمس وعند غروبها وتسمى حمارات الصباح وحمارات المغيب، وأن يحمل معه السيف والسوط عند خروجه في الضرورات.
ويبدو أن من ضمن طقوس الحماية هو طمس شخصية العريس الذكورية وإبرازه كأنثى وسط النساء اللائي يقمن بعملية الجَرْتِقْ، فالعريس يتم خضاب يديه ورجليه بالحناء، وتكحيل عينيه وتطيبه بالعطور النسائية كالخُمْرَة والدِلكَة، بالإضافة إلي تحليه بالحلي الذهبية والعقود والخرز مما تلبسه النساء عادة وقد يكون الغرض من ذلك لحمايته من الأرواح الشريرة بتضليلها بإخفاء الشخصية الحقيقية للعريس حتى تظنه فرد في مجموعة النساء حوله.
ولحماية العريس والعروس من استهداف الأرواح الشريرة ومن العين لا بد من إجراءات احترازية تقام للعروسين لتجنبهم من هذه الأخطار المتمثلة في الكبسة والمشاهرة التي تؤدي للأمراض أو عدم الانجاب.
وقد لوحظ اللون الأحمر الطاغي على إجراءات الجَرْتِقْ، فالبرش الأحمر ولبس فركة القرمصيص والحريرة الحمراء والحق والربعة وحَجَر الدم ويعتقد أن اللون الأحمر الذي يرتبط بمناسبات العبور يحمل مدلولاً حرزياً فاللون الأحمر ينبع من كونه لون الدم أساس الحياة الذي تستهدفه الأرواح الشريرة. وهناك اعتقاد بأن لبعض المعادن مثل الذهب والنحاس والحديد، خواص في طرد الأرواح الشريرة وكذلك الأحجار الكريمة والخرز. وبعض من الموروثات القديمة مثل «الجعرانة» وهو حجر منحوت في شكل خنفساء أو جعران، وهذه المواد التي تشكل محتويات «صينية» الجَرْتِقْ بالإضافة للعطور النفاذة يعتقد بأن لها خاصية طرد الأرواح الشريرة وجلب الأرواح الخيرة لحماية العروسين في هذه اللحظات الهامة ولايعتبر الجَرْتِقْ كاملاً إلا إذا توفرت جميع هذه العناصر.
وتصاحب طقوس الحماية بعض الأدعية والتعاويذ التي تقال لدرء العين – دقر ياعين أو يطلب فيها عون النبي صلى الله عليه وسلم أو بنته فاطمة أو الملائكة – ويستعان في هذه التعاويذ بلبس الأحجبة والحروز المختلفة.

## طقوس الخصوبة والفأل
من ضمن الطقوس التي تجري للعروسين مجتمعين، طقوس ترمز للخصوبة والفأل وتجري هذه الطقوس بإجلاس العروسين متقابلين على عنقريب الجَرْتِقْ المخصوص وتكون العروس على شمال العريس وتشرف على ذلك النساء كبار السن من خالات وعمات العريس وكذلك تشارك أخواته وبعض قريباته اللائي يتمتعن بصفات خاصة. وتعتبر هذه اللحظات من اللحظات المحاطة بقدر كبير من الجدية والصرامة وتبدأ الطقوس -في بعض المناطق - بإحضار طفل ذكر حديث الولادة ويشترط فيه أن يكون في صحة جيدة وأبوه وأمه أحياء ويتمتعان بتوافق وحالة طيبة في زواجهما.يوضع الطفل في حجر العريس حيث يقوم بتبادله مع العروس لسبعة مرات ويقال في هذه الحالة «تغلبا بالمال وتغلبك بالعيال».
ثم يقوم العروسان بتبادل إناء من اللبن وفي الغالب إناء الحليب المسمى «العُمرة» ويتم تبادل هذا الإناء والاحتساء منه لسبعة مرات وفي المرة السابعة يقوم الشخص المنتهي عنده الإناء (ببخ) الآخر باللبن وغالباً ما يحرص أن تكون المرة الأخيرة عند العروس.
ويؤتى بطبق (من السَعف) فيه كمية من حبوب القمح، والذرة، والسمسم، واللوبيا، والبلح وغيرها من الحبوب المزروعة في المنطقة، ويتم تبادل الطبق بين العروس والعريس لسبعة مرات، وفي بعض المرات تؤخذ حفنة من هذه الحبوب ويتم تبادلها من يد العريس إلي يد العروس وتعيدها العروس إلي يد العريس ويتبادلانها لسبعة مرات وفي المرة الأخيرة يتم تشتيت هذه الحبوب على العريس أو العروس أو الحاضرين.
ومن ضمن طقوس الخصوبة ربط مجموعة من الأغراض منها عظم الحوت (السمك) والذي يرمز للخصوبة وقد يربط عود صغير من شجر السلم أو شوكة من السدر ولكل أسرة من الأسر الممتدة أشياء تتفاءل بها وتسميها السِبِر – أي عادة هذه الأسرة – وقد تشير إلي بقايا طوطمية. وينظم كل ذلك في جَدله من الحرير الأحمر مع الجبيرة وبعض الخرز الأخضر والأزرق، تربط في يد العريس مع الحريرة.
كما نلاحظ في هذه الطقوس التي تهدف إلي جلب الخصب والخير للعروسين اهتمامها بالرقم سبعة وهو رقم يبدو أن له خاصيته حيث يكثر وروده في كثير من طقوس دورة الحياة في السودان.

## دور المرأة في طقوس الجَرْتِقْ
من الملاحظ في الجَرْتِقْ الهيمنة الواضحة من النساء على إجراءات هذه الطقوس ونلاحظ الغياب شبه التام للرجال ما عدا الخال الذي يتطلب منه الوجود في لحظة معينة من هذه الطقوس وفي الغالب لدوره في تنصيب العريس بما يسمى «نزيل المطرق» أو إلباس العريس العقد الدال على تنصيبه ويصاحب ذلك هدية كبيرة من خال العريس.
هيمنة النساء على طقوس تنصيب الملك ودور الملكة الأم والأخت في الحضارات السودانية المتعاقبة دور رئيسي أشار إليه ملوك نبته ومروي في مسلات تنصيبهم. وقد ورد هيمنة النساء وخاصة الملكة الأم في فترة الممالك المسيحية وكذلك رصد ذلك عند ملوك الفونج، ودور «الحبوبات» والميارم في تنصيب ملوك الفور. وفي مملكة تقلي يقال أن الملكة الأم أو الآرتية هي التي تحتفظ بشارات الملك ورموزه حتى قيل أنها لها مطلق الحرية في أن تنصب من تشاء.
وكذلك نلاحظ أن كل العملية في الجَرْتِقْ تقوم بها كبار النساء وتشرف عليها أم العريس أو أخته وتحيط به الحبوبات (الجدات) والخالات والعمات. ومن الواضحأن لحظة الجَرْتِقْ وطقوسه من اللحظات التي تتسم بالجدية والصرامة ويسود فيها الصمت والرهبة وتتم فيها الطقوس بقدر كبير من الحرفية والمعرفة والحذر.
ويتم دخول العريس بعد السَيرة عندما يصل إلي بيت العروس يتم دخوله إلي الجانب المخصص للنساء في بيت العروس، وعند وصوله إلي الباب يطلب منه في تهكم أن يحسب لهم شقيق البيت أي الأعواد إلتي في السقف، ثم يطلب منه أن يريهم «الضحكة ونصف الضحكة» ويمتحن صبره بمثل هذه الأسئلة والحركات ثم يسأل أخيراً من هي سته أو سيدته فيذكر أسم العروس. وبعد هذا الامتحان يسمح له بالدخول ومنذ تلك اللحظة يصبح في يد النساء حيث يخضع لتوجيهاتهن الكاملة وخاصة في الأسبوع الأول للزواج وقد تمتد هذه الإقامة لمدة أربعين يوماً يطلق بعدها سراحه، وقد وصفت هذه الإقامة الجبرية لملك الفونج المتوج حديثاً فقد ورد «فحين يملكون ملكاً جديداً يزوجوه من نسل تلك المرأة ويسمونها بنت عين الشمس ويحملونهما على تلك الحالة المتقدمة إلي حوش الجندي، ويحبسوه به سبعة أيام يجب أن لا يرى فيها الشمس وتحرسه أمرآة عجوز».
ومن الملاحظ أيضاً في طقوس الجَرْتِقْ الدور الهام للخال وقد ظهر هذا الدور بوضوح عند ملوك الفونج الذين يعتبر فيه الخال هو المشرف على تنصيب الملك ويحظى بمكانة خاصة ويعتقد بعض الدارسين أن «سيد القوم» الذي يمثل المنفذ للقتل الطقسي هو في الحقيقة خال الملك[29]. وفي طقوس الجَرْتِقْ يتطلب وجود الخال ليقوم بتنصيب العريس فيما يسمى تنزيل المطرق وهو إلباس العريس العقد أو سلسلة الذهب الدالة على تنصيبه ويكثر في التراث الخاص بالجَرْتِقْ وفي السُومار يتكرر ذكر الخال وأهمية دوره في حياة العريس.

## الجَرْتِقْ في مملكة مروي
هناك الدراسة تمساعدة في تحليل لقية من ضمن كنز الملكة المروية أماني شخيتو التي تعتبر من أهم الكنداكات اللائي حكمن مملكة مروي في القرن الأول قبل الميلادوالكنز محفوظ في متحف برلين ويحوي على كثير من المصوغات الذهبية صنعها صائغ ماهر. واللقية التي نحلل مكوناتها عبارة عن خاتم للأصبع أبعاده 2,2 سم ودائرة الخاتم 2 × 1,8سم وجد ضمن خواتم أخرى تم نقشها. وقد حاول هذا الصائغ الماهر أن يعطينا ملامح كافية وبقدر من الدقة في الحيز المتاح له عن طقس الجَرْتِقْ، ولا نستبعد أن يكون هذا الصائغ الفنان قد أستوحى هذا النقش من جَرْتِقْ حقيقي قد تكون الملكة أماني شخيتو هي العروس نفسها بدليل تميزها بلبس التاج الحقيقي للملكة الذي يحمل في مقدمته رأس الأفعى. والمواد والرموز المنقوشة عن رموز الجَرْتِقْ في تلك الفترة يمكن مقارنتها بما يتم أجراؤه حتى وقت قريب، من نفس الرموز والطقوس المتوارثة. وأول ما يلفت نظرنا في النقش عنقريب الجَرْتِقْ بتفاصيله الدقيقة ويبدو فوقه البرش الأحمر (العتنيبة) التي ما زالت مستعملة في طقوس الجَرْتِقْ الحالي بالرغم من اختفائها من الاستعمال العام كنوع من الفرش. والمظهر الثاني في النقش هو طريقة الجلوس في وضع متقابل بين الرجل والمرأة، وهو الوضع المناسب لتبادل أدوات ورموز الجَرْتِقْ، وهو ليس الوضع السائد لجلوس الملوك في جداريات مروي.وفي النقش يتبادل العريس والعروس بينهم طفل، وتدل الأيدي الممدودة بالطفل ووضعه في منتصف المسافة بينهما يدل على حركة التبادل. وهو من طقوس الخصوبة الذي ما زال ممارساً حتى الآن.وفي النقش نلاحظ تحت اليد اليسرى للعريس إناء مخروطي الشكل، وهو يشابه إناء حلب اللبن الذي نجده في إحدى النقوش المروية. وهذا الإناء ينسج من السعف وبإحكام وما زال مستعملاً عند كثير من البدو في المنطقة لحلب اللبن ويسمى العمرة، وطقس تبادل إناء اللبن ما زال أحد الطقوس المستعملة من ضمن طقوس الخصوبة والفأل.وفي حجر العريس نرى ما يمكن أن يكون طبق أو ما يشابهه وهو في الغالب الإناء الذي يحوي مجموعة متنوعة من المنتوجات الزراعية مثل الحبوب والبقوليات والبلح، والذي ما زال تبادلها بين العروسين ممارساً حالياً من ضمن طقوس الخصوبة والفأل.ونلاحظ في النقش التشابه التام في ملابس العروس والعريس بحيث لا يفرق بين لبس المرأة والرجل، وقد أشرنا إلي أن طقوس الجَرْتِقْ الحالية تتضمن محاولة طمس هوية الرجل بالباسه ملابس النساء وحليهم كأجراء من إجراءات طقوس الحماية. ومن المشتركات بين رموز الجَرْتِقْ الحالي والنقش المروي، تلك العصابة المربوطة على رأس العريس وفي مقدمتها ما يمكن أن يكون ريشتان، وما زالت هذه العصابة والريشتان بإضافة الهلال تربط على رأس العريس في طقوس الجَرْتِقْ. ويلفت نظرنا في النقش الاختلاف ما بين الرمز في التاج الذي يلبسه العريس ريشتان، وبين ما تلبسه العروس والذي يحمل رأس الأفعى المعروف في تيجان ملوك مروي وملكاتها. في هذا الحيز الضيق من سطح خاتم صغير لا يتعدى قطره سنتمترات استطاع هذا الصائغ الماهر أن يعطينا ملامح مقدرة من طقس الجَرْتِقْ في فترة مملكة مروي. ويدلنا على المدى من المهارة والفن الذي وصلته فنون الصياغة التي أنتجت لنا كنز الملكة أماني شخيتو.

## الجرتق وفركة القرمصيص اليوم
رغم الاتجاه المتزايد نحو إقامة حفلات الزفاف في القاعات الحديثة، إلا أن الطقوس والموروث الثقافي السوداني لا تزال حاضرة. فاليوم، يُقام الجرتق عادة في نهاية حفلات الزفاف في القاعات، حيث يقوم المسؤولون عن تجهيز القاعة بتغيير الديكورات سريعًا ليطغى اللون الأحمر في كل مكان. ترتدي العروس ثوبها التقليدي و فركة القرمصيص  على وجهها، بينما يرتدي العريس السرتي. تزين خصر العروس بالرحط، وهي حريرة تلتف حول خصرها ويضاف إليها أحيانًا الحلوى والبلح.
تبدأ طقوس الجرتق بوضع حريرة حمراء على رأس العريس فيها هلال ذهبي، وتوضع الضريرة على جبهته، وهي مسحوق من العطور الجافة. تتم هذه الطقوس وسط زغاريد النساء وغناء الفتيات على أنغام الدلوكة. أغنية
"يمه خليني يمه خليني
خير النور بناديني
كان فركة بكسيني"
لتضفي جوًا من الفرح والحيوية على الحفل.

## معرض صور

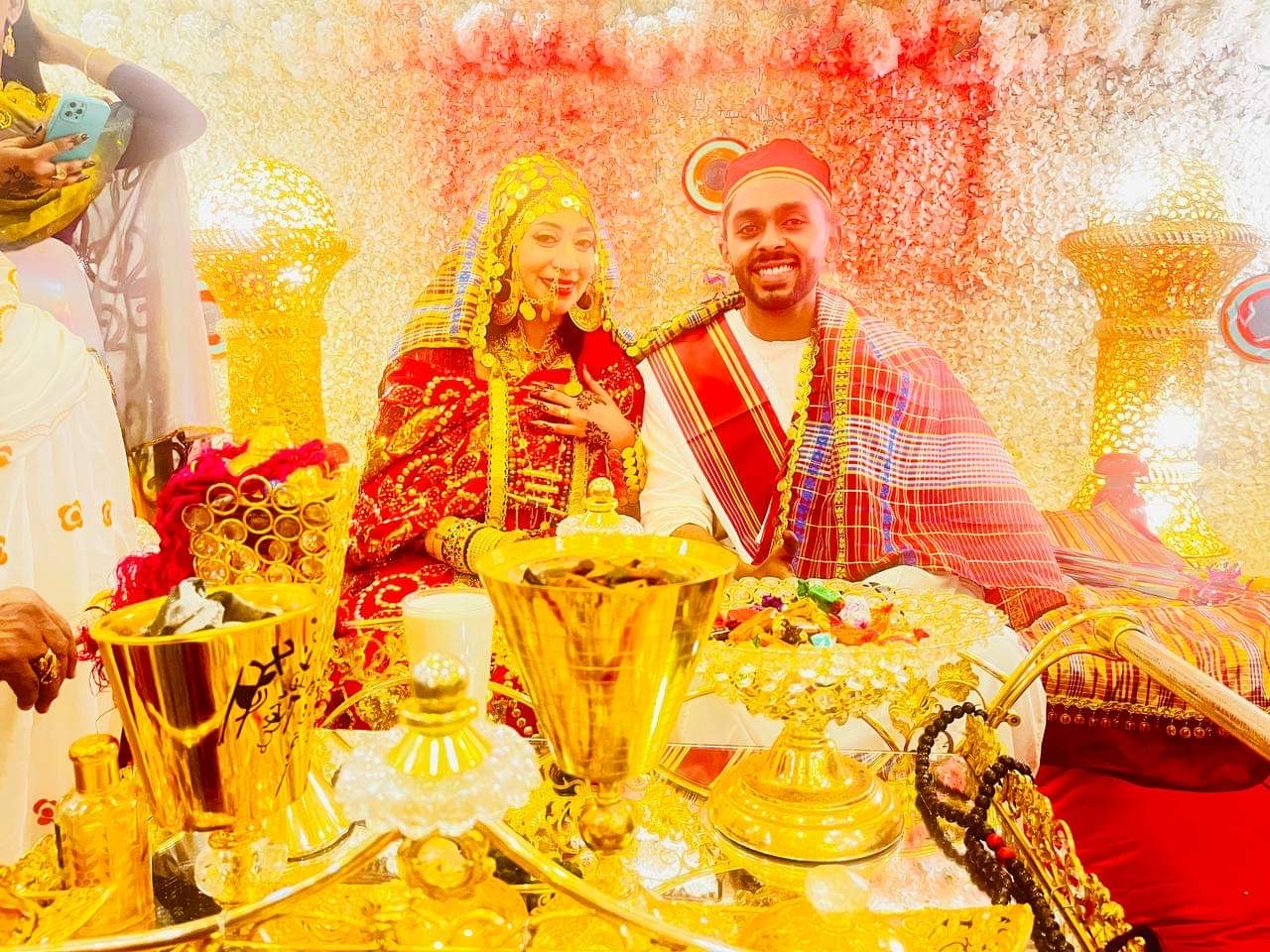
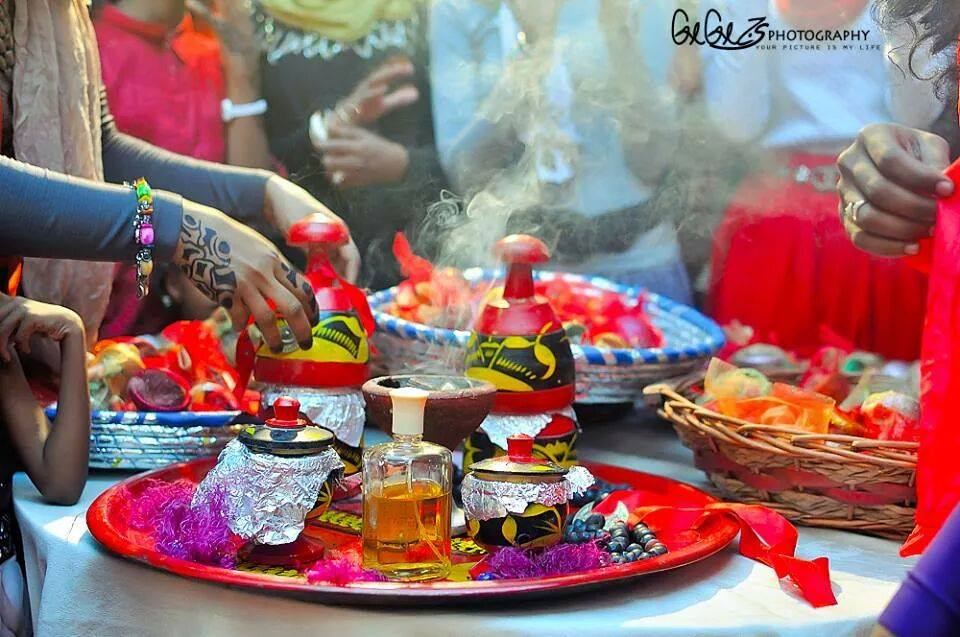
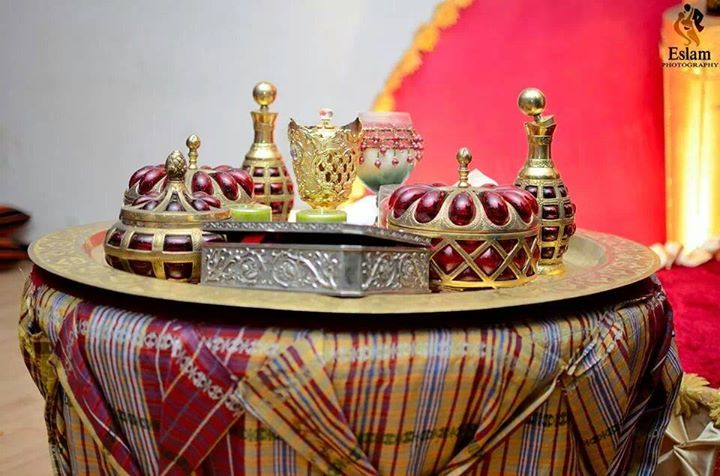
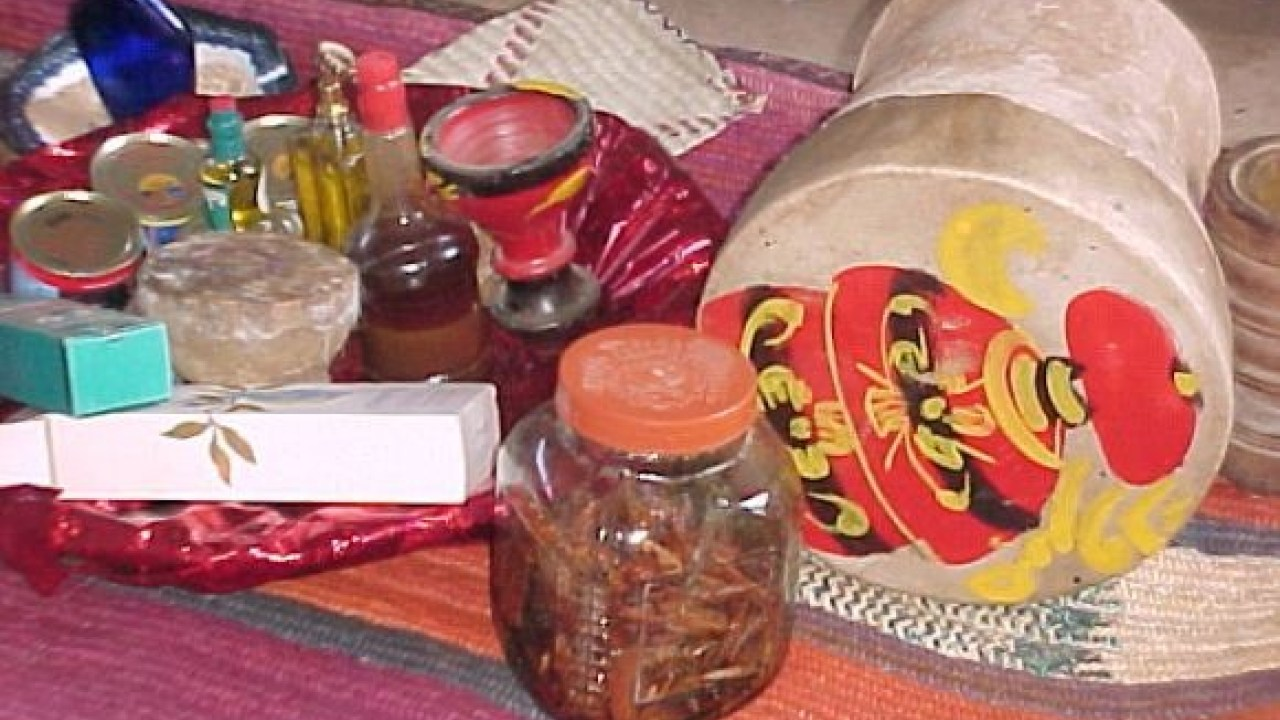
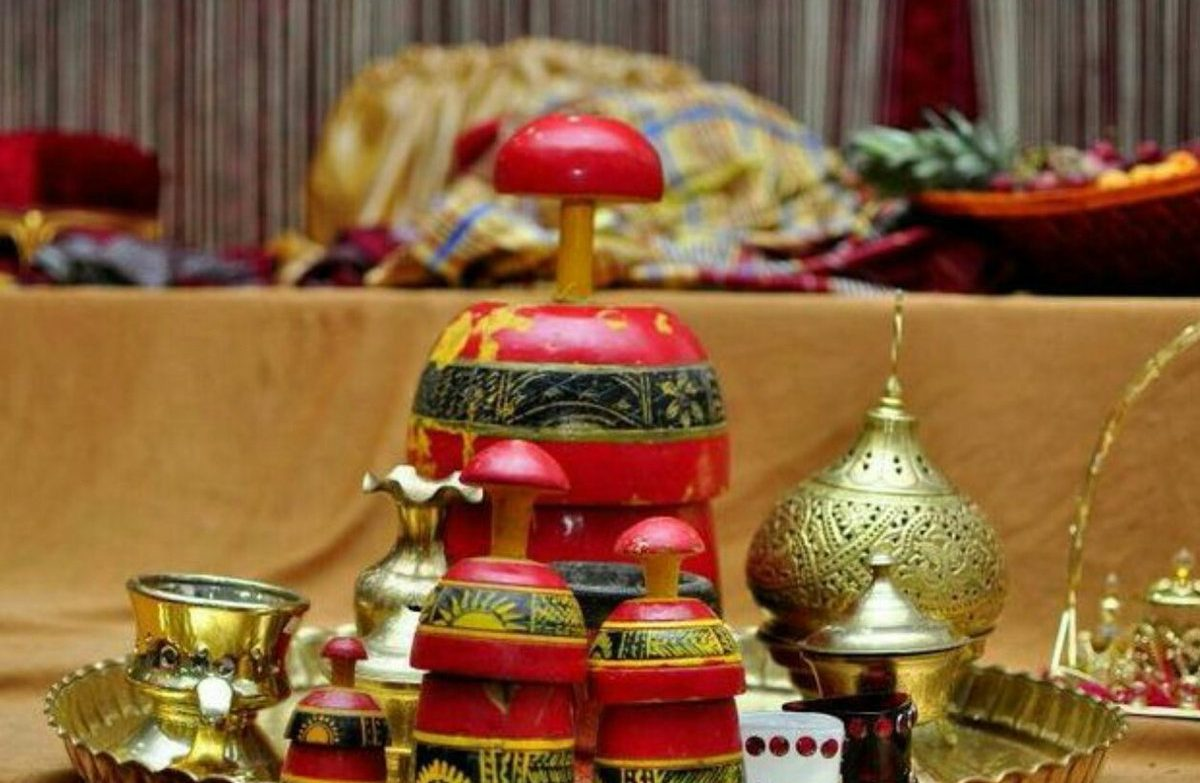
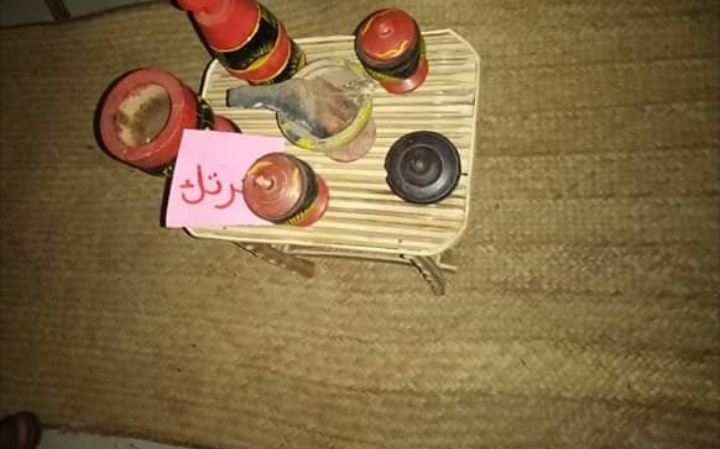

## روابط خارجية
- فلم وثائقي عن طقس الجرتق